# Avatar: The Last Airbender (trò chơi điện tử)
Avatar: The Last Airbender (Avatar: The Legend of Aang tại châu Âu) là một trò chơi điện tử phiêu lưu hành động được phát triển bởi THQ Studio Australia (các phiên bản chính) cùng với Halfbrick (cho Game Boy Advance) và Tose (cho DS, PSP), và do THQ phát hành vào năm 2006. Trò chơi có mặt trên nhiều nền tảng: Game Boy Advance, Microsoft Windows, GameCube, Nintendo DS, PlayStation 2, PlayStation Portable, Wii và Xbox. Phiên bản Wii còn là trò chơi khởi động (launch title) của hệ máy tại Bắc Mỹ.
Phiên bản Windows có cốt truyện và lối chơi riêng, đặt trong thời điểm giữa Mùa 1 và Mùa 2 của series, trong khi các nền tảng khác theo một câu chuyện hoàn toàn mới giữa hai mùa.

## Lối chơi
Người chơi hóa thân vào một trong bốn nhân vật: Aang, Katara, Haru hoặc Sokka, trong chế độ chơi đơn. Mỗi nhân vật sở hữu vũ khí và phong cách chiến đấu đặc trưng, đồng thời có thể mở khóa kỹ năng đặc biệt theo tiến trình trận đấu. Trò chơi có hệ thống trang bị gồm áo giáp, bình thuốc, phụ kiện ma thuật, và các vật phẩm hỗ trợ chi khác. Người chơi cũng thực hiện thu thập tài nguyên để giao cho thợ thủ công, nhằm chế tạo vật phẩm đặc biệt.
Kẻ thù xuất hiện đa dạng, gồm ngự hỏa sư, máy móc chiến tranh và các loài động vật từ thế giới Avatar.
Phiên bản Wii tận dụng tối đa tính năng Wiimote:
- Thêm trò tìm đồ "nóng/lạnh" bằng phản hồi rung và trò thư pháp trên màn hình cảm ứng.
- Thao tác đặc biệt như xoay Wiimote và nhấn nút để tung chiêu như thổi gió (Aang)…

## Nội dung câu chuyện
Trong khi luyện tập tại Bắc Thủy tộc, Aang và Katara nhận được tin báo về một ngự thủy sư tên là Hiryu bị mất tích. Họ điều tra, nhưng Katara bị bắt, còn Aang cùng Sokka truy đuổi một con tàu Hỏa quốc dẫn họ đến một trại lao động sử dụng máy móc do Lian – một kỹ thuật gia vũ khí máy Hỏa quốc – xây dựng. Họ gặp và giải cứu Haru, sau đó tìm tới thư viện Omashu, từ đó lần theo manh mối đến một hòn đảo chưa có trong bản đồ có liên quan đến Lian. Trên đảo, Lian cố gắng cưỡng ép Aang tạo ra một cỗ máy phá hủy. Aang cùng nhóm chiến đấu và cuối cùng phải dùng trạng thái Avatar để phá hủy máy và cứu mọi người – gây chấn động và chôn vùi Lian (trừ bản Windows) . Ở cuối trận, Hoàng tử Zuko bị cuốn xuống thác khi cố tấn công nhóm, tạo tiền đề cho sự chuyển hướng phức tạp sau này.

## Đón nhận
Mặc dù đánh giá của giới phê bình không đồng nhất, trò chơi đã bán ra hơn 1 triệu bản toàn cầu tính đến tháng 2 năm 2007, trở thành sản phẩm Nickelodeon bán chạy nhất của THQ trong năm đó.
Phiên bản PlayStation 2 đạt danh hiệu PLA (“Greatest Hits”) vào ngày 19 tháng 7 năm 2007 bởi Sony.

## Hậu bản và dòng trò chơi
- Avatar: The Last Airbender – The Burning Earth (2007) là phần tiếp theo, dựa trên Quyển 2: Thổ của phim.
- Avatar: Into the Inferno (2008) ra mắt sau đó, dựa trên Quyển 3: Hỏa.
- Thương hiệu game Avatar còn bao gồm nhiều phiên bản khác như MMORPG, game đấu tay đôi, mobile,… .
- Mới đây, Avatar: The Last Airbender – Quest for Balance (2023) ra mắt trên Nintendo Switch, PC,… đưa thế giới Avatar trở lại với lối chơi 2 người và 18 chương phiêu lưu theo phong cách dòng, có hợp tác.
- Một game RPG AAA mới khác hiện đang trong quá trình phát triển bởi Saber Interactive/Paramount.